# Ангрит
Ангритите са рядка група метеорити от клас Ахондрити, които не могат да бъдат включени към HED групата. Заедно с обритите те са отделени в Други еволюирали астероидни ахондрити. Ангритите са едни от най-старите базалтови скали в Слънчевата система. Възрастта им се определя на 4,56 милиарда години, като бавно охладените плутонични ангрити са по-млади от по-бързо охладените вулканични. Според данните на Международното метеоритно общество, до 23 август 2021 г. са намерени и наименувани 35 метеорита от тази група. Тези ахондрити носят името на метеорита Angra dos Reis, открит в Бразилия през есента на 1869 г.

## Произход
Въпреки че някои учени предполагат, че планетата Меркурий може да е източникът на ангритите, са натрупани огромни доказателства, че те са фрагменти от диференциран астероид. Въз основа на задържането на летливи, везикулирани базалти вероятно родителското тяло е имало радиус под 100 км и метално ядро. Произходът и източникът на литологиите на тези ахондрити са обект на интензивни дебати и все още не е постигнат консенсус.
Родителското тяло на ангритите е неизвестно, но въпреки предположените значителни размери, то не е наблюдавано физически. Съществуват някои по-малки астероиди, които проявяват спектрални характеристики, много подобни на тези на ангритите и са възможни кандидати за техен източник. Астероидите, които имат подобни спектри на отражение, са ограничени до тела с радиуси по-малки от 34 км. Има и друга вероятност – просто родителското им тяло да е било разрушено или унищожено още в началото на своята история. Това е твърде вероятно и би обяснило липсата на ударни промени и брекчиране при ангритите.
Моделите на натрупване и топене предполагат, че топенето може да се случи в родителски астероиди с радиус от около 60 км, ако те са натрупани в рамките на първите приблизително 2 милиона години от историята на Слънчевата система. Оценката за минималния размер на родителското тяло се базира на факта, че гравитацията е била достатъчно силна, за да могат да се запазят базалтите и да не се загубят в Космоса по време на изригване и дегазиране.

## Състав и текстура
За разлика от хондритите и примитивните ахондрити, тези минерали са с магмен произход. Често съдържат включвания, които се тълкуват като втвърдени мехурчета от газ. По своята структура и химичен състав са подобни на земните базалти. Тези базалти са се образували на повърхността на родителското тяло. Ангритите са средно до едрозърнести, небрекчирани, неударни магмени скали с груб базалтов състав. Размерът на зърната им стига до 2 – 3 мм. В Слънчевата система те са базалтите с най-изчерпаните алкали и съдържат умерено количество летливи елементи като бром, селен, сяра, цинк, индий и кадмий. Относително богати са на калций и титан. Имат еднородни кислородни изотопни състави и образуват линия за масово фракциониране, която ги отличава от други извънземни базалти като тези от групата HED.
Ангритите са сравнително рядък тип базалтови ахондрити с ниско съдържание на алкали и отличителен минерален комплекс, обикновено включващ богат на алуминий, калций и титан пироксен, авгит с високо съдържание на алуминий, богат на калций плагиоклаз и магнезиево-железен оливин, който понякога разтваря минерала кирщайнит (CaFe-оливин). Могат да съдържат още диопсид-хеденбергит (наричан преди фасаит) и анортит. Малките и спомагателните фази включват кирщайнит, шпинел, улвьошпинел, никел-желязо, троилит, титаномагнетит, витлокит, илменит и много редки карбонати, целзиан, рьонит и баделеит.
Има една важна характеристика за равновесието върху повърхността на оливина, свързана с петрогенезата на ангрита – термично разделеният състав на два вида изходни материали. Първите произвеждат нискосилициеви ангритни стопилки, които кристализират във високоалуминиев авгит. Вторите произвеждат стопилки с по-високо съдържание на силициев диоксид с толеитни до еукритни кристализационни модели. Раннокристализиращите фази в ангритите са относително редуцирани, докато тези от късната кристализация са по-окислени, което предполага, че окисляването на магмата по време на кристализацията е предизвикана от дегазиране или някакъв друг механизъм.

## Класификация
Въз основа на текстурата и минералогичния си състав ангритите се разделят на две подгрупи – плутонични и вулканични.

### Плутонични ангрити
Метеоритите от подгрупата на плутоничните ангрити имат хипидиоморфни до гранулирани и кумулатни текстури и съдържат почти равновесни, хомогенни минерали. Хипидиоморфна означава частично идиоморфна текстура – скали, при които само някои съставки имат отчетлива кристална форма. Кумулатна е текстурата на магнитните скали, образувани чрез утаяване.
Текстурата им е резултат от охлаждане със скорост между 1 – 4 °C/година и 30 – 50 °C/година. В първия случай те са се намирали на дълбочина 68 – 75 м, а във втория – на 14 – 17 м.

### Вулканични ангрити
Вулканичните ангрити са силициево-ненаситени базалтови скали, които кристализират през първите няколко милиона години от историята на Слънчевата система. Сред базалтовите метеорити те са уникални, тъй като практически не показват доказателства за брекчиране, резултати от удари или дифузия. Имат текстура, образувана при бързо охлаждане и се състоят от силно зонирани минерали. Текстурата им е резултат от скорост на охлаждане от 7 – 13 °C/час в температурния диапазон 1000 °C – 1300 °C, на дълбочина по-малка от половин метър.